# Bracon yasudai
Bracon yasudai är en stekelart som beskrevs av Maeto och Uesato 2007. Bracon yasudai ingår i släktet Bracon och familjen bracksteklar. Inga underarter finns listade.